# آریفین پوترا
آریفین پوترا (اندونزیایی: Arifin Putra؛ زادهٔ ۱ مهٔ ۱۹۸۷) بازیگر اهل اندونزی است.
از فیلم‌ها یا برنامه‌های تلویزیونی که وی در آن نقش داشته‌است، می‌توان به یورش ۲ اشاره کرد.